# Cryptic Slaughter
Cryptic Slaughter — калифорнийская трэшкор/кроссовер-трэш группа.

## История
Cryptic Slaughter (Таинственная резня) образовалась в 1985 году. Состав: Роб Николсон — бас, бэк-вокал, Скотт Перерсон — ударные, Билл Крукс — вокал, Лес Эванс — гитара. Первой их работой была демолента Life in Grave. В 1986 выпустила легендарный альбом Convicted (Осуждённый), представляющий собой сплав хардкора и трэшкора. Через год появился второй альбом «Money Talks», который расставил все точки над i. Группе удалось добиться того же эффекта, как на концертах, когда весь блок композиций воспринимается от начала до конца на одном дыхании.
Следующие два альбома продолжали начатую линию, но после капитальной смены состава, команда выпустила в 1990 году более спокойный альбом Speak Your Peace, который уже мало что имел с трэшкоровым творчеством коллектива 1986—1989 годов. На нём был представлен метализированный хардкор, называемый кроссовер-трэшем.

## Дискография

### Демо
- Life in Grave (1985)

### Мини-альбом
- Band in S.M. (2003) Relapse Records

### Альбомы
- Convicted (1986) Metal Blade Records
- Money Talks (1987) Metal Blade Records
- Stream of Consciousness (1988) Metal Blade Records
- Speak Your Peace (1990) Metal Blade Records

### Сборник
- Life In Grave + Rehearsals / Live 1985-1987 (2013) F.O.A.D. Records